# Buchuaco
Buchuaco es un pueblo venezolano ubicado en el municipio Falcón del estado Falcón, en la costa este de la Península de Paraguaná. Es uno de los centros turísticos de la península.
El 80% de su infraestructura está destinada a vivienda particular.

## Toponimia
Hay muchas ideas sobre el origen del nombre, lingüísticamente se cree que:
- Buchu - haco con "h" intercalada para deshacer el diptongo, quiere decir "los dos buches". Buche: cardón; aco: para, pareja.[cita requerida]